# George Knapton
Pour les articles homonymes, voir Knapton.
George Knapton, né en 1697 à Lymington ou en 1698 à Londres, et mort en 1778 à Londres, est un peintre anglais de portraits et le premier portraitiste de la Société des Dilettanti dans les années 1740. Il est devenu Surveyor and Keeper of the King's Pictures (en) de 1765 à 1778.

## Biographie et œuvre
George Knapton serait né à Lymington en 1697 ; il est en effet baptisé à Christchurch dans le Comté traditionnel d'Angleterre Hampshire le 21 septembre 1697.
Il est le fils de William Knapton, écuyer de Brockenhurst, et d'Elizabeth (née Odber). Il a étudié l'art, d'abord élève de Jonathan Richardson l'Ancien, puis à la Saint Martin's Lane Académie. Il effectue ensuite le Grand Tour, se rend donc à Rome, et se met à étudier et copier les maîtres italiens. Un compte rendu de sa visite des fouilles d'Herculanum est publié dans les Philosophical Transactions en 1740. 
George Knapton a été l'un des membres associés initiaux de la Société des Dilettanti et leur premier artiste portraitiste. Il a peint de nombreux membres de cette association — la plupart, excentriques, en tenue de fantaisie — dont le duc de Dorset, le vicomte de Galway, Francis Dashwood, le comte de Holdernesse, le comte de Bessborough, et Bourchier Wray. Il en a démissionné en 1763.
En 1750, Fredéric, prince de Galles, mécène accompli, charge Knapton, en collaboration avec George Vertue, de produire un album de gravures reproduisant l'ensemble des collections royales, à savoir celles du palais de Kensington, du château de Hampton Court, et du château de Windsor. En 1765, il succède à Stephen Slaughter en tant que « Surveyor and Keeper of the King's Pictures » ; il était également responsable de la collection de Lord Spencer à Althorp dans le Northamptonshire.
La plus grande peinture de George Knapton, est un portrait de la princesse de Galles, veuve du prince Frédéric, et de sa famille (1751). Il a également peint des portraits du comte du Haut-Ossory (avec son frère et sa sœur), du comte de Burlington, de l'amiral John Norris, de Franncis, duc de Leeds, de l'amiral George Vandeput, d'Archibald Bower, de Nicolas Tindal, d'Hildebrand Jacob, et de l'amiral Edward Hawke, et les chanteurs Carestini et Lisabetta du Parc,.
Knapton s'associe au début des années 1730 à la famille de son oncle, l'éditeur James Knapton : il se lance avec son cousin John dans l'édition d'ouvrages illustrés, par exemple une réédition The History of England (1726) de Nicolas Tindal et Paul de Rapin de Thoyras qui lui vaut des ennuis avec la justice (un extrait du livre semblait attaquer la personne du roi George II). Ils réussirent cependant à développer la maison d'édition. La réédition du traité Tabulae selecti et musculorum corporis humani (1749) d'Albinus reste un bel exemple de collaboration et une réussite commerciale.
George Knapton est mort à Kensington en décembre 1778, et a été inhumé le 28 du même mois. 
Un autre de ses frères, Charles Knapton (1700-1742) fut aussi artiste : durant son séjour italien en 1725, il se lie d'amitié avec Arthur Pond, avec lequel il va, à Londres, développer un commerce d'estampes : en 1735, ils publient un album remarqué, Imitations of the Italian Masters.

## Galerie

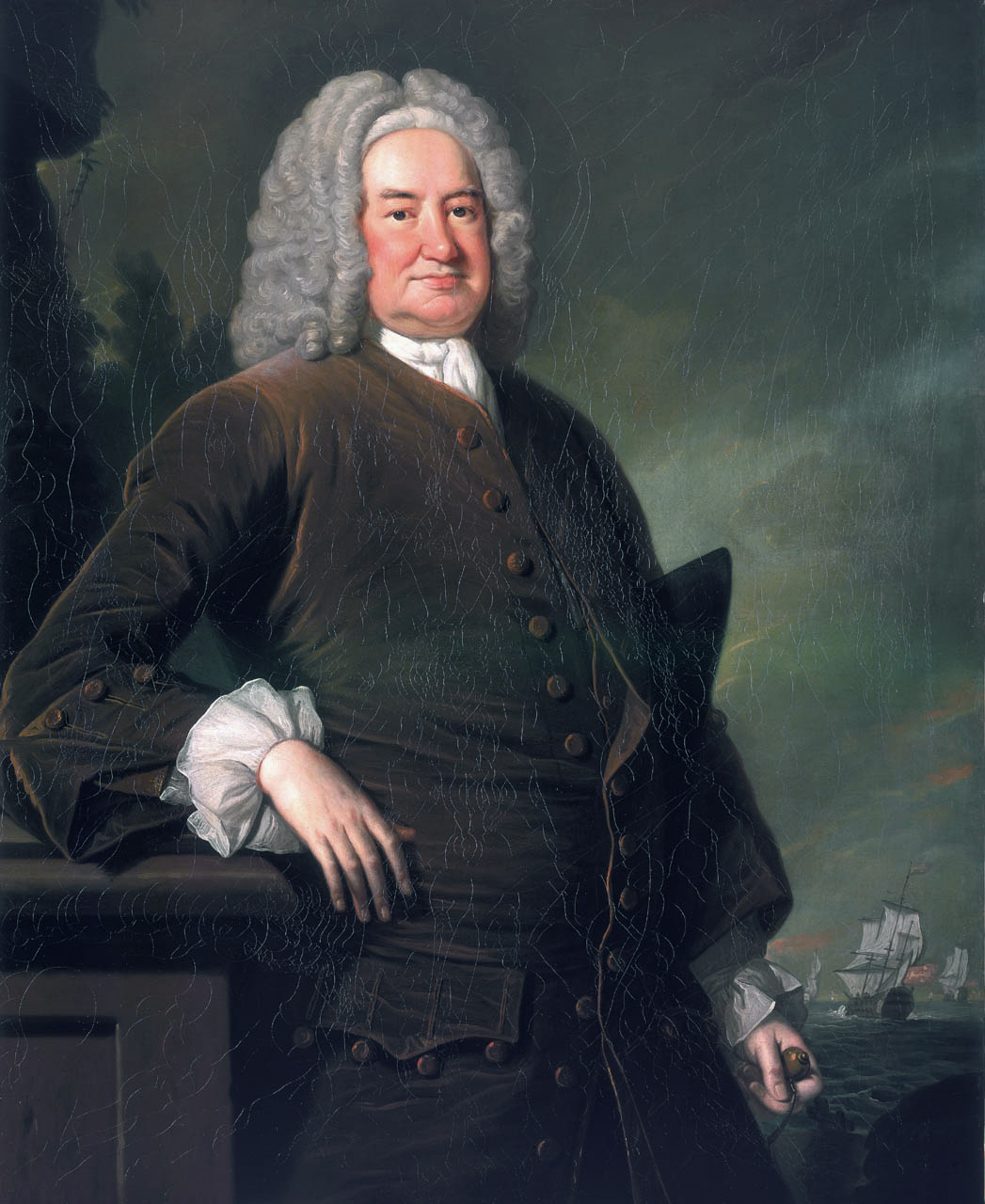
L'amiral Sir John Norris (c. 1735)
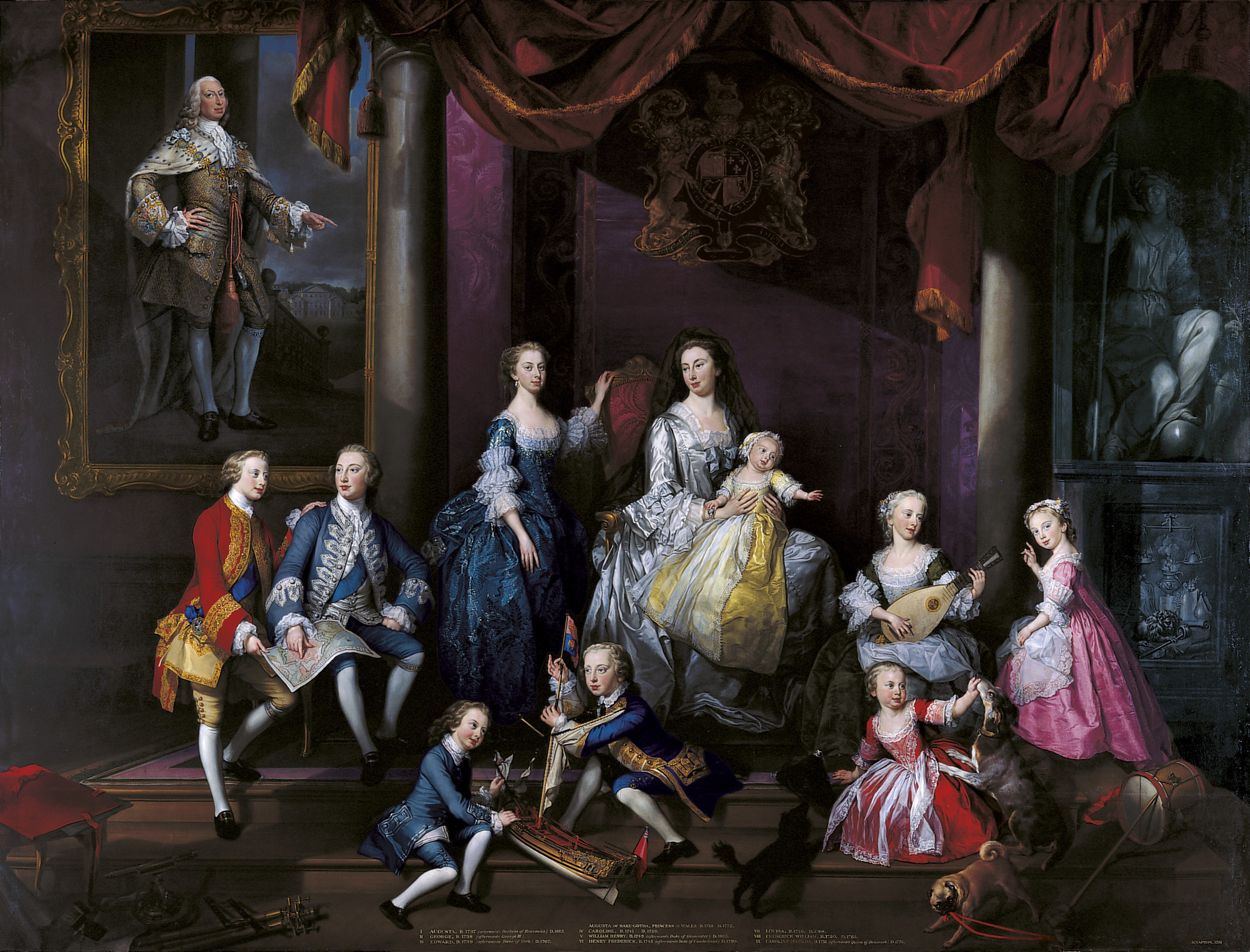
La Famille de Frédéric de Galles (1751).
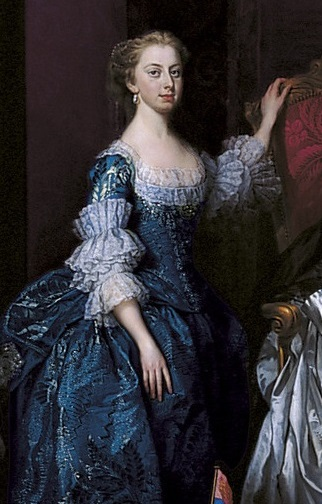
La princesse Augusta Charlotte de Hanovre (1751)